# 大浮渚
31°28′48″N 120°13′26″E / 31.48010°N 120.22394°E
大浮渚，位于中华人民共和国江苏省无锡市滨湖区的突出山丘，是滨湖区与太湖的交接点之一，是无锡影视基地组成部分。

## 特点
大浮渚是“太湖十二渚”之一。1992年，中央电视台为拍摄《三国演义》在当地兴建大型影视文化景区，大浮渚位于其中，渚上建造“周瑜点将台”、“七星坛”、“吴军水军大营”等。

## 图库

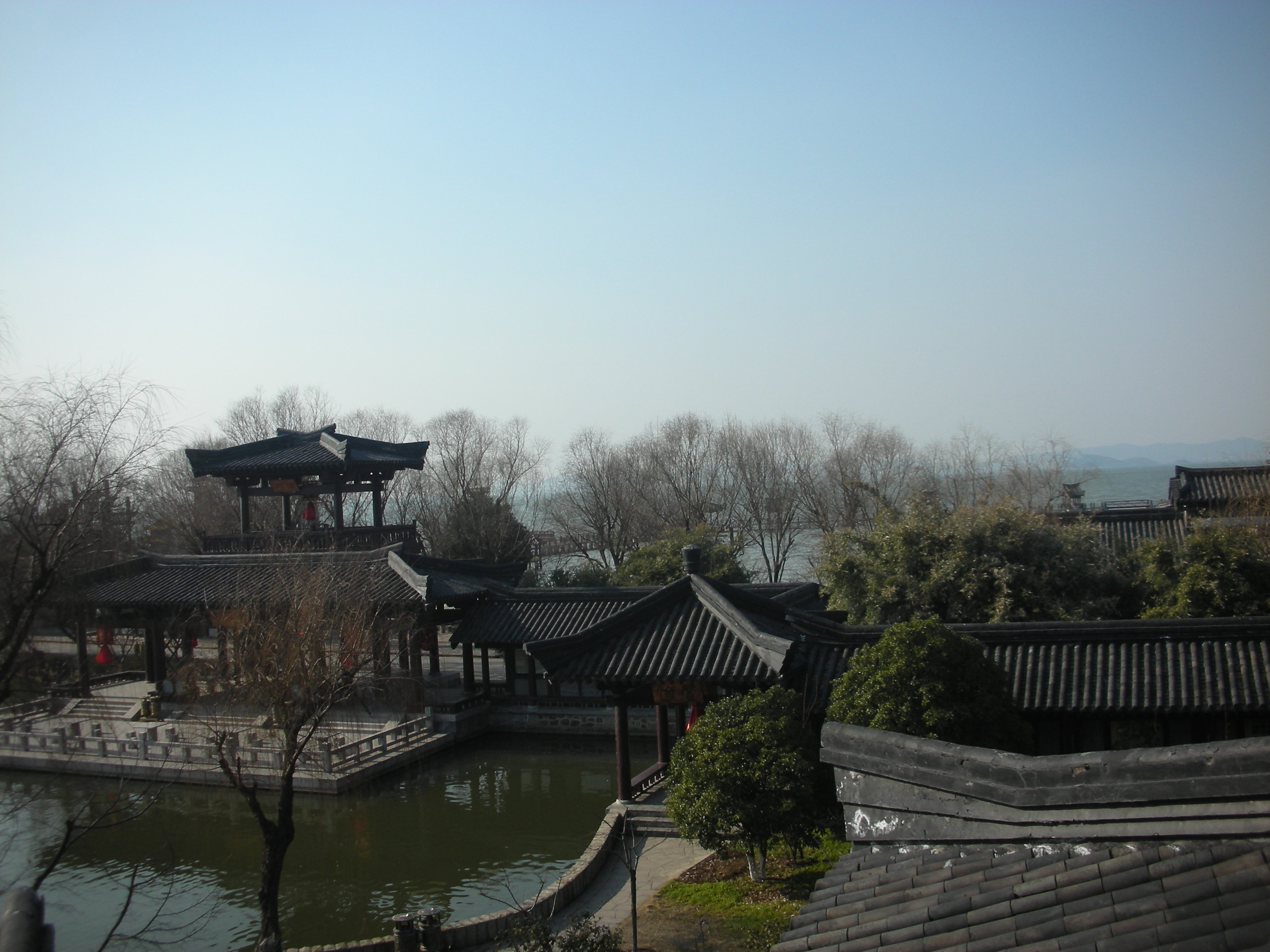
大浮渚中的仿古三国东吴建筑群
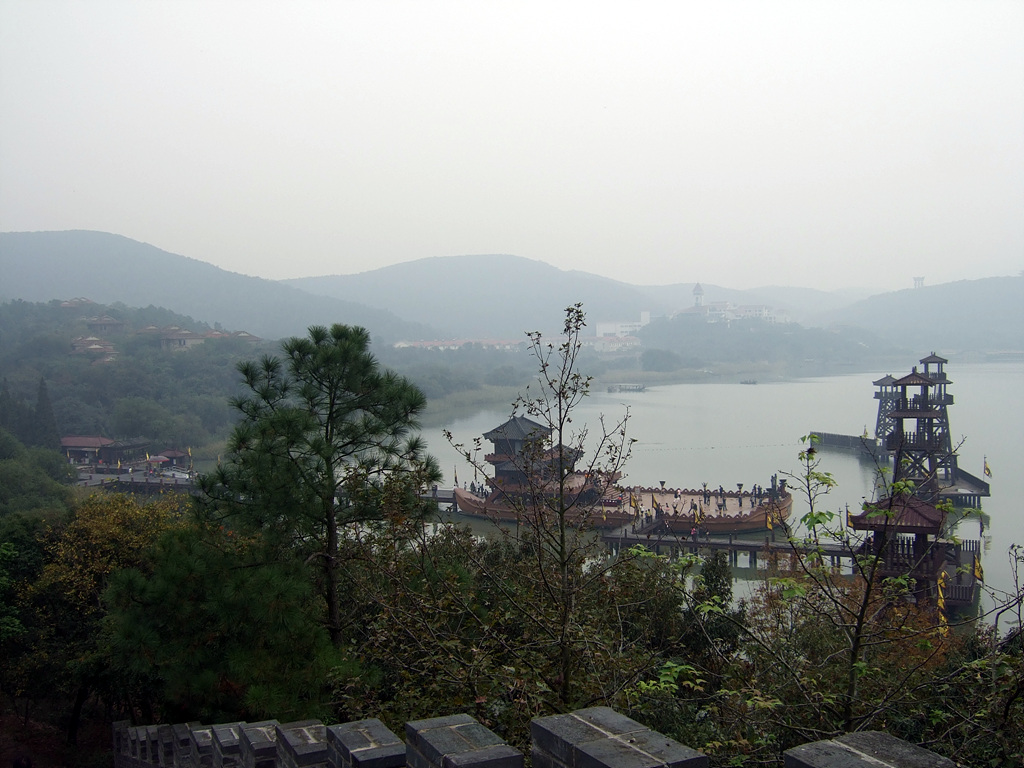
从小浮渚中可观远处的大浮渚及仿古三国东吴水军大营